# Fibrillina
La fibrillina è una proteina ad alto peso molecolare implicata nel mantenimento dei legami tra le lamelle elastiche. È il componente principale delle fibre collagene ed è essenziale per la formazione delle fibre elastiche trovate nel tessuto connettivo.
Queste fibre sono molto rappresentate nella matrice extracellulare del tessuto connettivo e sono molto importanti nel conferire resistenza e supporto. Infatti le fibre elastiche sono molto rappresentate nell'aorta.
La fibrillina mantiene, attraverso un meccanismo che coinvolge i legami di calcio, i microtubuli e le microfibrille all'interno della parete vasale.
Esiste una malattia genetica che compromette la funzione di questa proteina, la sindrome di Marfan. Le mutazioni nei geni FBN1 e FBN2 (i geni che codificano rispettivamente la fibrillina-1 e la fibrillina-2) sono anche talvolta associate alla scoliosi idiopatica dell'adolescenza.